# Margarida da Suécia (1934)
Margarida Desidéria Vitória (Solna, 31 de outubro de 1934) é uma princesa sueca e a irmã mais velha do rei Carlos XVI Gustavo da Suécia. Ela é filha do príncipe Gustavo Adolfo, Duque da Bótnia Ocidental, e sua esposa a princesa Sibila de Saxe-Coburgo-Gota.

## Vida e casamento
Nos anos 1950, Margarida teve um relacionamento com Robin Douglas-Home, um aristocrata escocês. Robin foi até à Suécia para visitar Margarida, mas os dois nunca se casaram. Houve especulação na imprensa de que a separação deveu-se ao facto de a princesa Sibila ter proibido a união, mas a ama da princesa Margarida, Ingrid Björnberg afirmou categoricamente nas suas memórias que a separação entre os dois se deveu ao facto de Margarida não querer ficar noiva de Douglas-Home.
Margarida conheceu o seu futuro marido, o plebeu John Ambler, num jantar de gala no Reino Unido em 1963. No dia 28 de fevereiro de 1964 foi anunciado o noivado da princesa Margarida com o cidadão britânico John Kenneth Ambler, filho do capitão Charles Ambler e da sua esposa Louise Gwendolen Cullen. Casaram-se no dia 30 de Junho de 1964, na Igreja de Gärdslösa, na ilha de Öland. Como resultado do seu casamento morganático, Margarida perdeu o seu estilo de "Alteza Real" e passou a ser referida como princesa Margarida, senhora Ambler.
Com o seu casamento, a princesa Margarida pôs fim à sua vida pública, uma vez que se mudou para o Reino Unido. Vive uma vida anónima e não participa em nenhum evento público em nome da família real.
Margarida e o marido acabaram por se separar, embora nunca se tenham divorciado.